# Schloss Grünreuth

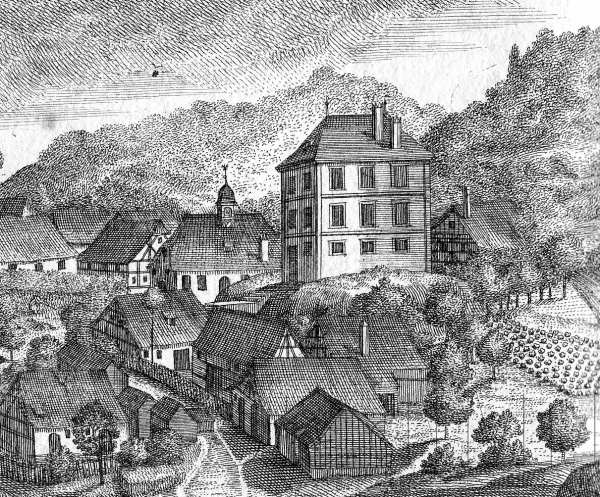
Grünreuther Herrensitz um 1722

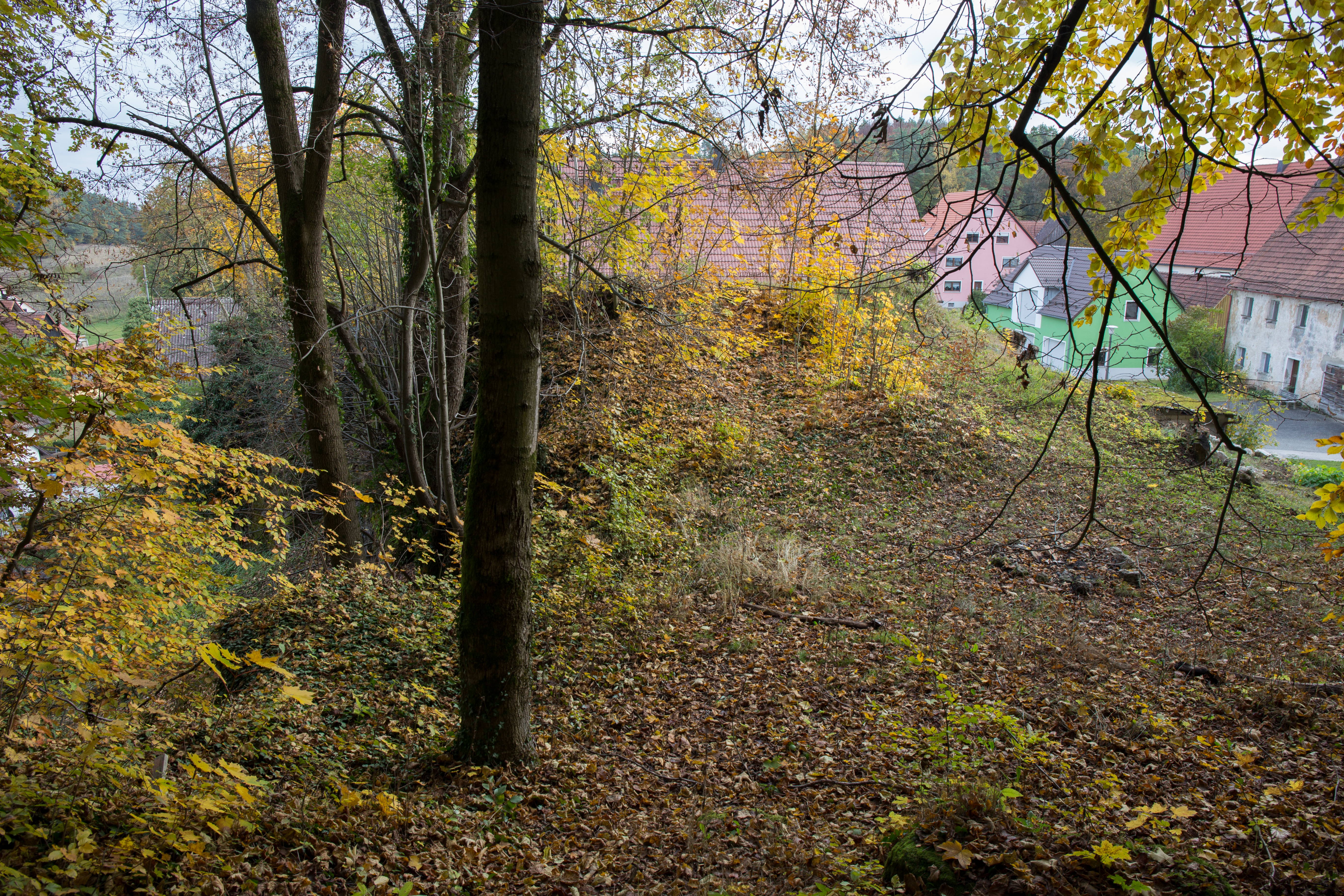
Heutiger Zustand als Burgstall

Schloss Grünreuth (auch Grünreuther Schlössl) ist ein abgegangenes Schloss in Grünreuth in der Gemeinde Hartenstein im Landkreis Nürnberger Land.

## Geschichte
Die Gründung Grünreuths (1331 als „dy Grünen Rheutt“ bezeichnet) geht auf die Zeit der hoch- und spätmittelalterlichen Rodungsperiode vom 11. bis zum 14. Jahrhundert zurück, was die Endung -reuth beweist. Der Ort gehörte zunächst zum baierischen Nordgau. Nach der Gründung des Bistums Bamberg 1007 durch König Heinrich II. kam das Gebiet 1011 zum Bistum Bamberg. Die Gerichtsbarkeiten konnten bis zum Ende des Alten Reiches zwischen Bamberg und Kurbayern nie richtig geschlichtet werden.
Die Grafen von Sulzbach übten als Bamberger Hochstiftsvögte Grundherrschaft und Lehen aus, anschließend die Herren von Hartenstein, deren Stammvater Rupert I. von Neidstein war. Dieser wurde in den Jahren 1240 bis 1245 urkundlich erwähnt. Der Besitz der Hartensteiner kam um etwa 1325 an die Schenken von Reicheneck, drei Jahre später an die Wittelsbacher, 1448 haben die Parsberger Grünreuth an die Stör, später an das Amt Hartenstein verliehen. Der Herrensitz stammt vermutlich aus dem 16. Jahrhundert, um 1504 wird er jedenfalls noch nicht erwähnt. Aufgrund der noch vorhandenen baulichen Überreste ist davon auszugehen, dass es einen Vorgängerbau, vermutlich eine kleinere Burg gab. 
Im Dreißigjährigen Krieg ging Hartenstein an Kurbayern. Ab 1700 waren die Ebner von Eschenbach Grundherren von Grünreuth. Ein Kupferstich des Nürnberger Kupferstechers Johann Adam Delsenbach zeigt den Herrensitz in der Zeit um 1722. 1792 folgte den Ebner von Eschenbach Michel Hartman. Im Rahmen einer Zwangsversteigerung am 10. April 1807 erwarb die Gemeinde Grünreuth das Schloss, es diente zeitweise als Armenhaus. In den 1890er Jahren monierte das Bezirksamt mehrfach den sehr schlechten Zustand des Gebäudes. Es wurde 1920 abgebrochen.

## Baudenkmal
Die Reste des Bauwerks sind in der Liste der Baudenkmäler in Hartenstein (Mittelfranken) aufgeführt (Aktennummer D-5-74-129-20):
Ehem. Schloss, Quader und Bauspuren des Palas und eines Kellers, mittelalterlich; neben Haus Nr. 8.